# Astyris profundi
Astyris profundi là một loài ốc biển, một động vật thân mềm chân bụng sống ở biển trong họ Columbellidae.

## Mô tả
Kích thước vỏ lên đến 8 mm.

## Phân bố
Chúng phân bố ở Đại Tây Dương dọc theo Açores, Cabo Verde và dọc theo North Carolina, ở Vịnh Mexico và ở Biển Caribe.